# Krčevljani
Krčevljani är en ort i Bosnien och Hercegovina.   Den ligger i entiteten Republika Srpska, i den nordöstra delen av landet, 110 km norr om huvudstaden Sarajevo. Krčevljani ligger 315 meter över havet och antalet invånare är 288.
Terrängen runt Krčevljani är lite kuperad. Runt Krčevljani är det ganska tätbefolkat, med 93 invånare per kvadratkilometer.. Närmaste större samhälle är Gračanica, 16,5 km söder om Krčevljani. 
I omgivningarna runt Krčevljani växer i huvudsak lövfällande lövskog.